# 曹丘生
曹丘生（?—?），複姓曹丘，名生，中国汉朝辩士，楚地人。曾侍奉過知名宦官赵同、並且和窦长君（竇皇后之兄）友善。季布劝窦长君不要曹丘生交往，說曹不是敦厚的人。后来，曹丘生见到季布说：“楚人有句谚语说：‘得到黄金百斤，比不上得到您的一句诺言’，您何以獲得此名声呢？再说我是楚地人，您也是楚地人。由于我到处宣扬，您的名字天下人都知道，难道我对您的作用还不重要吗？您为什么这样坚决地拒绝我呢！”季布聽了大喜，對待曹丘生，如贵宾一樣。

## 延伸阅读
[在维基数据编辑]
 《史記/卷100》，出自司馬遷《史記》